# Elżbieta Adamiak & Andrzej Poniedzielski – Live
Elżbieta Adamiak & Andrzej Poniedzielski – Live – trzecia płyta (LP) Elżbiety Adamiak, tym razem nagrana „na żywo” i wspólnie z Andrzejem Poniedzielskim; wydana w 1987 przez Pronit (PLP 0078). Nagrania zrealizowano w czasie koncertu w sali teatralnej Łódzkiego Domu Kultury w lutym 1987 roku. Na stronie A umieszczono piosenki wykonywane przez Elżbietę Adamiak, stronę B zajmują utwory śpiewane przez Andrzeja Poniedzielskiego (w dwóch przypadkach wspólnie z Adamiak). Część utworów jest poprzedzana przez krótkie, poetyckie zapowiedzi Andrzeja Poniedzielskiego.
Materiał ten wydany został również na kasecie magnetofonowej (przez Polton), a w 2007 pod tytułem Punkt widzenia – Live 87 ukazała się reedycja na CD (wydawnictwo MTJ CDMTJ10417).

## Lista utworów
Strona A
1. Elżbieta Adamiak – „Blues niepotrzebnych powrotów” (sł. Barbara Sobolewska – muz. Jan Sobolewski) – 3:05
2. Elżbieta Adamiak – „O chwilach” (sł. Waldemar Chyliński – muz. Elżbieta Adamiak) – 2:16
3. Elżbieta Adamiak – „Przychodzą do mnie” (sł. Jerzy Filar, muz. Wacław Juszczyszyn) – 2:42
4. Elżbieta Adamiak – „Pat” (sł. Zofia Chałupska, muz. Elżbieta Adamiak) – 4:25
5. Andrzej Poniedzielski – Pokolenie zza firanki – 0:55
6. Elżbieta Adamiak – „Kołysanka dla Maćka z Gdańska” (sł. Andrzej Poniedzielski, muz. Wacław Juszczyszyn) – 2:10
7. Andrzej Poniedzielski – Dwie linie – 0:30
8. Elżbieta Adamiak – „Punkt widzenia” (sł. Andrzej Poniedzielski – muz. Elżbieta Adamiak) – 2:03

Strona B
1. Andrzej Poniedzielski – „To jeszcze nie koniec – Kardiogram” (sł. i muz. Andrzej Poniedzielski) – 2:35
2. Andrzej Poniedzielski – „Bal dyplomantów” (sł. i muz. Andrzej Poniedzielski) – 2:26
3. Andrzej Poniedzielski – Nos Kościuszki – 0:45
4. Elżbieta Adamiak, Andrzej Poniedzielski – „Piosenka o chyba jeszcze miłości” (sł. Andrzej Poniedzielski, muz. Elżbieta Adamiak) – 3:07
5. Andrzej Poniedzielski – „Bawitko” (sł. i muz. Andrzej Poniedzielski) – 3:40
6. Elżbieta Adamiak, Andrzej Poniedzielski – „Chyba już można” (sł. i muz. Andrzej Poniedzielski) – 2:35

## Wykonawcy
- Elżbieta Adamiak – śpiew
- Andrzej Poniedzielski – śpiew i słowo wiązane
- Wacław Juszczyszyn – gitara
- Ryszard Styła – gitara solowa
- Bogusław Mietniowski – gitara basowa
- Roman Hudaszek – instrumenty klawiszowe